# Võ Hoàng Minh Khoa
Võ Hoàng Minh Khoa (sinh ngày 12 tháng 3 năm 2001) là một cầu thủ bóng đá chuyên nghiệp người Việt Nam thi đấu ở vị trí tiền vệ cho câu lạc bộ Becamex Bình Dương và đội tuyển quốc gia Việt Nam.

## Sự nghiệp câu lạc bộ
Sinh ra tại Bình Dương, Minh Khoa gia nhập lò đào tạo trẻ của câu lạc bộ Becamex Bình Dương. Anh được đôn lên đội một vào năm 2020, nhưng một chấn thương nghiêm trọng đã khiến anh không thể thi đấu trong toàn bộ mùa giải năm đó.
Năm 2022, Minh Khoa ra mắt chuyên nghiệp trong màu áo của Becamex Bình Dương. Bên cạnh đó, anh cũng góp mặt trong đội hình trẻ của Bình Dương tham dự các giải đấu toàn quốc.

## Sự nghiệp quốc tế

### U-23 Việt Nam
Minh Khoa được triệu tập vào đội tuyển U-23 Việt Nam tham dự Cúp Doha 2023. Trong lần ra mắt đội tuyển U-23, Minh Khoa đã bị đuổi khỏi sân sau một pha phạm lỗi nguy hiểm với cầu thủ bên phía Iraq. Sau đó, anh tham gia Giải vô địch U-23 Đông Nam Á 2023, giải đấu mà Việt Nam đã giành được chức vô địch.
Năm 2024, Minh Khoa góp mặt trong đội hình U-23 Việt Nam tham dự Cúp bóng đá U-23 châu Á tại Qatar. Anh đã ghi một bàn thắng từ chấm phạt đền trong trận đấu vòng bảng thứ hai gặp Malaysia, giúp Việt Nam giành chiến thắng chung cuộc 2–0.

### Việt Nam
Ngày 25 tháng 3 năm 2025, Võ Hoàng Minh Khoa có màn ra mắt đội tuyển quốc gia Việt Nam khi đá chính trong trận thắng 5–0 trước Lào tại Vòng loại Cúp bóng đá châu Á 2027.

## Thống kê sự nghiệp
Tính đến 22 tháng 9 năm 2024
| Câu lạc bộ          | Mùa giải            | Giải đấu            | Giải đấu | Giải đấu | Cúp quốc gia | Cúp quốc gia | Tổng cộng | Tổng cộng |
| Câu lạc bộ          | Mùa giải            | Hạng                | Trận     | Bàn      | Trận         | Bàn          | Trận      | Bàn       |
| ------------------- | ------------------- | ------------------- | -------- | -------- | ------------ | ------------ | --------- | --------- |
| Becamex Bình Dương  | 2022                | V.League 1          | 11       | 0        | 1            | 0            | 12        | 0         |
| Becamex Bình Dương  | 2023                | V.League 1          | 11       | 0        | 3            | 0            | 14        | 0         |
| Becamex Bình Dương  | 2023–24             | V.League 1          | 23       | 2        | 3            | 0            | 26        | 2         |
| Becamex Bình Dương  | 2024–25             | V.League 1          | 2        | 0        | 0            | 0            | 2         | 0         |
| Becamex Bình Dương  | Tổng cộng           | Tổng cộng           | 47       | 2        | 7            | 0            | 54        | 2         |
| Tổng cộng sự nghiệp | Tổng cộng sự nghiệp | Tổng cộng sự nghiệp | 47       | 2        | 7            | 0            | 54        | 2         |

## Danh hiệu
U-23 Việt Nam
- Giải vô địch bóng đá U-23 Đông Nam Á: 2023